# Lijst van brutoformules O
Dit lemma is onderdeel van de lijst van brutoformules. Dit lemma behandelt de brutoformules waarvan het eerste element zuurstof is. 

## O1
| Brutoformule                       | Gewone formule                 | Naam |
| ---------------------------------- | ------------------------------ | --- |
| {\displaystyle {\ce {O}}}          | {\displaystyle {\ce {O}}}      | Zuurstof (element) |
| {\displaystyle {\ce {O}}}-isotopen | {\displaystyle {\ce {O}}}      | Isotopen van zuurstof 12O · 13O · 14O · 15O · 16O · 17O · 18O · 19O · 20O · 21O 22O · 23O · 24O · 25O · 26O · 27O · 28O |
| {\displaystyle {\ce {OPb}}}        | {\displaystyle {\ce {PbO}}}    | Lood(II)oxide |
| {\displaystyle {\ce {OPd}}}        | {\displaystyle {\ce {PdO}}}    | Palladium(II)oxide |
| {\displaystyle {\ce {ORb2}}}       | {\displaystyle {\ce {Rb2O}}}   | Rubidiumoxide ~ in synthese rubidiumhydroxide                                                                           |
| {\displaystyle {\ce {OS2Sb2}}}     | {\displaystyle {\ce {Sb2S2O}}} | Kermesiet |
| {\displaystyle {\ce {OSi}}}        | {\displaystyle {\ce {SiO}}}    | Siliciummonoxide |
| {\displaystyle {\ce {OSn}}}        | {\displaystyle {\ce {SnO}}}    | Tin(II)oxide ~ in tl-lampen                                                                                             |
| {\displaystyle {\ce {OSr}}}        | {\displaystyle {\ce {SrO}}}    | Strontiumoxide ~ in synthese strontiumhydroxide                                                                         |
| {\displaystyle {\ce {OTe}}}        | {\displaystyle {\ce {TeO}}}    | telluriummonoxide ~ als telluriumoxide                                                                                  |
| {\displaystyle {\ce {OV}}}         | {\displaystyle {\ce {VO}}}     | Vanadium(II)oxide |
| {\displaystyle {\ce {OZn}}}        | {\displaystyle {\ce {ZnO}}}    | Zinkoxide ~ Ook wel: zinkwit ~ in zegellak, zinkzalf ~ bij productie H2                                                 |

## O2
| Brutoformule                 | Gewone formule               | Naam                                |
| ---------------------------- | ---------------------------- | ----------------------------------- |
| {\displaystyle {\ce {O2}}}   | {\displaystyle {\ce {O2}}}   | Zuurstof                            |
| {\displaystyle {\ce {O2}}}   | {\displaystyle {\ce {O2}}}   | Tripletzuurstof                     |
| {\displaystyle {\ce {O2+}}}  | {\displaystyle {\ce {O2+}}}  | dioxygenyl                          |
| {\displaystyle {\ce {O2-}}}  | {\displaystyle {\ce {O2-}}}  | Superoxide                          |
| {\displaystyle {\ce {O2Pb}}} | {\displaystyle {\ce {PbO2}}} | Lood(IV)oxide                       |
| {\displaystyle {\ce {O2Pt}}} | {\displaystyle {\ce {PtO2}}} | Platina(IV)oxide                    |
| {\displaystyle {\ce {O2Pu}}} | {\displaystyle {\ce {PuO2}}} | Plutonium(IV)oxide                  |
| {\displaystyle {\ce {O2Rb}}} | {\displaystyle {\ce {RbO2}}} | Rubidiumsuperoxide ~ als superoxide |
| {\displaystyle {\ce {O2Re}}} | {\displaystyle {\ce {ReO2}}} | Renium(IV)oxide                     |
| {\displaystyle {\ce {O2Ru}}} | {\displaystyle {\ce {RuO2}}} | Ruthenium(IV)oxide                  |
| {\displaystyle {\ce {O2S}}}  | {\displaystyle {\ce {SO2}}}  | Zwaveldioxide                       |
| {\displaystyle {\ce {O2Se}}} | {\displaystyle {\ce {SeO2}}} | Seleendioxide                       |
| {\displaystyle {\ce {O2Si}}} | {\displaystyle {\ce {SiO2}}} | Siliciumdioxide                     |
| {\displaystyle {\ce {O2Sn}}} | {\displaystyle {\ce {SnO2}}} | Tin(IV)oxide                        |
| {\displaystyle {\ce {O2Sr}}} | {\displaystyle {\ce {SrO2}}} | Strontiumperoxide                   |
| {\displaystyle {\ce {O2Te}}} | {\displaystyle {\ce {TeO2}}} | Telluurdioxide                      |
| {\displaystyle {\ce {O2Ti}}} | {\displaystyle {\ce {TiO2}}} | Titanium(IV)oxide                   |
| {\displaystyle {\ce {O2U}}}  | {\displaystyle {\ce {UO2}}}  | Uranium(IV)oxide                    |
| {\displaystyle {\ce {O2V}}}  | {\displaystyle {\ce {VO2}}}  | Vanadium(IV)oxide                   |
| {\displaystyle {\ce {O2Zr}}} | {\displaystyle {\ce {ZrO2}}} | Zirkonium(IV)oxide ~ als zirkonia   |

## O3
| Brutoformule                   | Gewone formule                   | Naam                                                         |
| ------------------------------ | -------------------------------- | ------------------------------------------------------------ |
| {\displaystyle {\ce {O3}}}     | {\displaystyle {\ce {O3}}}       | Ozon                                                         |
| {\displaystyle {\ce {O3P2}}}   | {\displaystyle {\ce {P2O3}}}     | Difosfortrioxide                                             |
| {\displaystyle {\ce {O3PbZr}}} | {\displaystyle {\ce {Pb(ZrO3)}}} | Lood(II)zirconaat ~ Bariumboraat als flux voor loodzirconaat |
| {\displaystyle {\ce {O3Pm2}}}  | {\displaystyle {\ce {Pm2O3}}}    | Promethium(III)oxide                                         |
| {\displaystyle {\ce {O3Pr2}}}  | {\displaystyle {\ce {Pr2O3}}}    | Praseodymium(III)oxide                                       |
| {\displaystyle {\ce {O3Re}}}   | {\displaystyle {\ce {ReO3}}}     | Renium(VI)oxide                                              |
| {\displaystyle {\ce {O3Rh2}}}  | {\displaystyle {\ce {Rh2O3}}}    | Rodium(III)oxide ~ in synthese rodium(III)nitraat            |
| {\displaystyle {\ce {O3S}}}    | {\displaystyle {\ce {SO3}}}      | Zwaveltrioxide                                               |
| {\displaystyle {\ce {O3S}}}    | {\displaystyle {\ce {SO3^{2-}}}} | Sulfiet                                                      |
| {\displaystyle {\ce {O3Sb2}}}  | {\displaystyle {\ce {Sb2O3}}}    | Antimoon(III)oxide ~ Ook wel: diantimoontrioxide             |
| {\displaystyle {\ce {O3Sc2}}}  | {\displaystyle {\ce {Sc2O3}}}    | Scandiumoxide                                                |
| {\displaystyle {\ce {O3Se}}}   | {\displaystyle {\ce {SeO3}}}     | Seleentrioxide                                               |
| {\displaystyle {\ce {O3Tb2}}}  | {\displaystyle {\ce {Tb2O3}}}    | Terbium(III)oxide                                            |
| {\displaystyle {\ce {O3Te}}}   | {\displaystyle {\ce {TeO3}}}     | Telluurtrioxide                                              |
| {\displaystyle {\ce {O3V2}}}   | {\displaystyle {\ce {V2O3}}}     | Vanadium(III)oxide                                           |
| {\displaystyle {\ce {O3Xe}}}   | {\displaystyle {\ce {XeO3}}}     | Xenontrioxide                                                |
| {\displaystyle {\ce {O3Y2}}}   | {\displaystyle {\ce {Y2O3}}}     | Yttriumoxide                                                 |

## O4
| Brutoformule                    | Gewone formule                    | Naam                                                                        |
| ------------------------------- | --------------------------------- | --------------------------------------------------------------------------- |
| {\displaystyle {\ce {O4Os}}}    | {\displaystyle {\ce {OsO4}}}      | Osmiumtetraoxide                                                            |
| {\displaystyle {\ce {O4PTh}}}   | {\displaystyle {\ce {ThPO4}}}     | Thoriumfosfaat ~ in monaziet                                                |
| {\displaystyle {\ce {O4PY}}}    | {\displaystyle {\ce {YPO4}}}      | Ytriumfosfaat ~ in monaziet                                                 |
| {\displaystyle {\ce {O4PbS}}}   | {\displaystyle {\ce {PbSO4}}}     | Lood(II)sulfaat ~ Ook wel anglesiet                                         |
| {\displaystyle {\ce {O4PbW}}}   | {\displaystyle {\ce {PbWO4}}}     | Lood(II)wolframaat ~ Ook wel stolziet                                       |
| {\displaystyle {\ce {O4Pb2Sn}}} | {\displaystyle {\ce {Pb2SnO4}}}   | Lood(II)stannaat ~ als Loodtingeel                                          |
| {\displaystyle {\ce {O4Pb3}}}   | {\displaystyle {\ce {Pb3O4}}}     | Lood(II,IV)oxide ~ in zegellak ~ Ook wel: loodmenie                         |
| {\displaystyle {\ce {O4Ru}}}    | {\displaystyle {\ce {RuO4}}}      | Ruthenium(VIII)oxide ~ Ook wel: rutheniumtetraoxide; rutheniumtetroxide     |
| {\displaystyle {\ce {O4SSr}}}   | {\displaystyle {\ce {SrSO4}}}     | Strontiumsulfaat ~ in celestien                                             |
| {\displaystyle {\ce {O4STl2}}}  | {\displaystyle {\ce {Tl2SO4}}}    | Thallium(I)sulfaat                                                          |
| {\displaystyle {\ce {O4SZn}}}   | {\displaystyle {\ce {ZnSO4}}}     | Zinksulfaat ~ in goslariet ~ Ook wel: wit vitriool                          |
| {\displaystyle {\ce {O4SbTa}}}  | {\displaystyle {\ce {SbTaO4}}}    | Stibiotantaliet                                                             |
| {\displaystyle {\ce {O4Se}}}    | {\displaystyle {\ce {SeO4^{2-}}}} | Selenaat                                                                    |
| {\displaystyle {\ce {O4SiTh}}}  | {\displaystyle {\ce {ThSiO4}}}    | Huttoniet                                                                   |
| {\displaystyle {\ce {O4Sn3}}}   | {\displaystyle {\ce {Sn3O4}}}     | naam onbekend ~ tussenstap bij ontleding van tin(II)oxide naar tin(IV)oxide |
| {\displaystyle {\ce {O4Sr}}}    | {\displaystyle {\ce {Sr(O2)2}}}   | Strontiumsuperoxide ~ als superoxide                                        |
| {\displaystyle {\ce {O4V}}}     | {\displaystyle {\ce {VO4^{3-}}}}  | Vanadaat                                                                    |
| {\displaystyle {\ce {O4W}}}     | {\displaystyle {\ce {WO4^{2-}}}}  | Wolframaat                                                                  |

## O5
| Brutoformule                  | Gewone formule                | Naam                                 |
| ----------------------------- | ----------------------------- | ------------------------------------ |
| {\displaystyle {\ce {O5P2}}}  | {\displaystyle {\ce {P2O5}}}  | difosforpentoxide                    |
| {\displaystyle {\ce {O5SV}}}  | {\displaystyle {\ce {VOSO4}}} | Vanadylsulfaat                       |
| {\displaystyle {\ce {O5Sb2}}} | {\displaystyle {\ce {Sb2O5}}} | Antimoon(V)oxide ~ als vlamvertrager |
| {\displaystyle {\ce {O5V2}}}  | {\displaystyle {\ce {V2O5}}}  | Vanadium(V)oxide ~ toepassing        |

## O6
| Brutoformule                    | Gewone formule                    | Naam                                                                 |
| ------------------------------- | --------------------------------- | -------------------------------------------------------------------- |
| {\displaystyle {\ce {O6P4}}}    | {\displaystyle {\ce {P4O6}}}      | Tetrafosforhexaoxide ~ als difosfortrioxide dimeer ~ als fosforoxide |
| {\displaystyle {\ce {O6P2Pb}}}  | {\displaystyle {\ce {Pb2P2O6}}}   | Loodhypofosfaat ~ in de synthese van Hypofosforzuur                  |
| {\displaystyle {\ce {O6PbSb2}}} | {\displaystyle {\ce {Pb(SbO3)2}}} | Napels geel                                                          |
| {\displaystyle {\ce {O6S4}}}    | {\displaystyle {\ce {S4O6^{2-}}}} | Tetrathionaat                                                        |

## O7
| Brutoformule                     | Gewone formule                    | Naam                                    |
| -------------------------------- | --------------------------------- | --------------------------------------- |
| {\displaystyle {\ce {O7P2}}}     | {\displaystyle {\ce {P2O7^{4-}}}} | Pyrofosfaat                             |
| {\displaystyle {\ce {O7P4}}}     | {\displaystyle {\ce {P4O7}}}      | Tetrafosforheptoxide ~ als fosforoxide  |
| {\displaystyle {\ce {O7Pb2Sb2}}} | {\displaystyle {\ce {Pb2Sb2O7}}}  | Lood(II)pyroantimonaat ~ als antimonaat |
| {\displaystyle {\ce {O7Re2}}}    | {\displaystyle {\ce {Re2O7}}}     | Renium(VII)oxide                        |
| {\displaystyle {\ce {O7Tc2}}}    | {\displaystyle {\ce {Tc2O7}}}     | Technetium(VII)oxide                    |
| {\displaystyle {\ce {O7V2}}}     | {\displaystyle {\ce {V2O7^{4-}}}} | Pyrovanadaat ~ als vanadaat             |

## O8
| Brutoformule                    | Gewone formule                    | Naam                                  |
| ------------------------------- | --------------------------------- | ------------------------------------- |
| {\displaystyle {\ce {O8P4}}}    | {\displaystyle {\ce {P4O8}}}      | Tetrafosforoctoxide ~ als fosforoxide |
| {\displaystyle {\ce {O8P2Pb3}}} | {\displaystyle {\ce {Pb3(PO4)2}}} | Lood(II)fosfaat                       |
| {\displaystyle {\ce {O8P2Zn3}}} | {\displaystyle {\ce {Zn3(PO4)2}}} | Zinkfosfaat                           |
| {\displaystyle {\ce {O8PbSb2}}} | {\displaystyle {\ce {Pb(SbO4)2}}} | Napels geel                           |
| {\displaystyle {\ce {O8S2}}}    | {\displaystyle {\ce {S2O8^{2-}}}} | Peroxodisulfaat                       |
| {\displaystyle {\ce {O8S2}}}    | {\displaystyle {\ce {S2O8^{2-}}}} | Peroxodisulfaat                       |
| {\displaystyle {\ce {O8S2Sn}}}  | {\displaystyle {\ce {Sn(SO4)2}}}  | Tin(IV)sulfaat ~ uit tin(IV)oxide     |

## O9
| Brutoformule                 | Gewone formule                    | Naam                                  |
| ---------------------------- | --------------------------------- | ------------------------------------- |
| {\displaystyle {\ce {O9P4}}} | {\displaystyle {\ce {P4O9}}}      | Tetrafosfornonoxide ~ als fosforoxide |
| {\displaystyle {\ce {O9V3}}} | {\displaystyle {\ce {V3O9^{3-}}}} | Cyclisch trivanadaat ~ als vanadaat   |

## O10
| Brutoformule                  | Gewone formule                | Naam                                               |
| ----------------------------- | ----------------------------- | -------------------------------------------------- |
| {\displaystyle {\ce {O10P4}}} | {\displaystyle {\ce {P4O10}}} | Tetrafosfordecoxide ~ als difosforpentoxide dimeer |

## O12
| Brutoformule                     | Gewone formule                    | Naam                 |
| -------------------------------- | --------------------------------- | -------------------- |
| {\displaystyle {\ce {O12S3Sb2}}} | {\displaystyle {\ce {Sb2(SO4)3}}} | Antimoon(III)sulfaat |
| {\displaystyle {\ce {O12S3V2}}}  | {\displaystyle {\ce {V2(SO4)3}}}  | Vanadium(III)sulfaat |

## O24
| Brutoformule                  | Gewone formule                     | Naam                              |
| ----------------------------- | ---------------------------------- | --------------------------------- |
| {\displaystyle {\ce {O24W7}}} | {\displaystyle {\ce {W7O24^{6-}}}} | Parawolframaat A ~ als wolframaat |

## O32
| Brutoformule                  | Gewone formule                     | Naam                          |
| ----------------------------- | ---------------------------------- | ----------------------------- |
| {\displaystyle {\ce {O32W7}}} | {\displaystyle {\ce {W7O32^{4-}}}} | Wolframaat Y ~ als wolframaat |